# Кочерещенко Григорій Іванович
Григорій Іванович Кочерещенко (25 січня 1880 р., с. Плетений Ташлик Плетено-Ташлицької волості Єлисаветградського повіту Херсонської губернії, нині — Маловисківський район Кіровоградської області — 4 травня 1969 р.) — почесний громадянин Кропивницького.

## Біографія
У дитинстві і юності проживав в Одесі. Змалку залишився сиротою. З 10 років працював у наймах. 
У 1903 р. переїхав до Єлисаветграда, де працював помічником кочегара, пекаря. У 1917 році став керівником профспілки харчовиків. Був членом воєнно-революційного комітету і виконкому Єлисаветграда. З серпня 1919 року — у політвідділі 12-ї армії, з 1920-го — на профспілковій роботі, очолював промислову артіль «Перемога». 
У період з 1920 по 1941 рр. був директором Пивзаводу, спілки «Харчовик», директором хлібопекарень та заводу «15 років Жовтня». У 1951 році вийшов на пенсію. 1967 року Григорію Івановичу було присвоєно звання Почесного громадянина Кіровограда. Нагороджений орденом Леніна та Трудового Червоного Прапора. 
У 2022 році вулицю, яка носила його ім'я, було перейменовано в рамках декомунізації у Кропивницькому. 
| Персоналії | Це незавершена стаття про особу. Ви можете допомогти проєкту, виправивши або дописавши її. |